# The Sons of the Darkness
The Sons of the Darkness – pierwszy album studyjny polskiej grupy muzycznej Thunderbolt. Wydawnictwo ukazało się w kwietniu 2001 roku nakładem wytwórni muzycznej Apocalypse Productions. W Stanach Zjednoczonych płyta została wydana rok później przez firmę Resistance Records. W 2009 roku The Sons of the Darkness ukazał się w Brazylii na kasecie magnetofonowej dzięki firmie Hammer Of Damnation. Nagrania zostały zarejestrowane w lipcu 2000 roku w warszawskim DBX Studio we współpracy z inżynierem dźwięku Jackiem Melnickim. Mastering odbył się w Hard Studio.

## Lista utworów
Opracowano na podstawie materiału źródłowego.
1. "Black Clouds over Dark Majesty" (sł. Aranath, muz. Paimon) - 03:54
2. "Journey to the Abyss Hatred" (sł. Paimon, muz. Paimon) - 06:24
3. "The Sons of the Darkness" (sł. Aranath, muz. Paimon) - 06:36
4. "Spit in His Face" (sł. Jacek Staniszewski, muz. Paimon) - 04:06
5. "Call from the Ancient Time" (sł. Aranath, muz. Paimon) - 04:34
6. "Forest of Dying Souls" (sł. Aranath, muz. Paimon) - 05:06
7. "The Circle of Death" (sł. Ibris, muz. Paimon) - 12:51

## Twórcy
Opracowano na podstawie materiału źródłowego.
- Błażej "Paimon" Adamczuk - wokal, gitara elektryczna, gitara basowa, produkcja
- Piotr "M." Kozieradzki - perkusja, produkcja
- Jacek Melnicki - inżynieria dźwięku, instrumenty klawiszowe
- Krzysztof Wawrzak - mastering
- Wrathyr - wokal wspierający
- Apocalypse Productions - koncepcja oprawy graficznej
- Ibris - ilustracje